# Nesomyrmex hafahafa
Nesomyrmex hafahafa  (лат.) — вид мелких муравьёв рода Nesomyrmex (Formicidae) из подсемейства Myrmicinae.

## Распространение
Мадагаскар.

## Описание
Видовое название дано из-за необычной морфологии и очень длинных задних шипиков (от малагасийского слова hafahafa, странный). Обитают в лесах в западной части острова. Обладают тремя парами дорзальных шипиков: передние пронотальные шипы, проподеальные шипы и антеро-дорзальные шипы на узелке петиоля (признак видовой группы hafahafa). Усики 12-члениковые с булавой из 3 сегментов. Жвалы с 5 зубцами. Проподеум вооружён шипиками. Брюшко гладкое и блестящее. Стебелёк между грудкой и брюшком состоит из двух члеников: петиолюса и постпетиолюса (последний четко отделен от брюшка), жало развито. Мелкие почвенные муравьи (длина около 3 мм) желтовато-коричневого цвета, похожие на представителей рода Leptothorax.
Вид был впервые описан в 2015 году американскими энтомологами Шандором Чёзем (Sándor Csősz) и Брайеном Фишером (Brian L. Fisher; Entomology, California Academy of Sciences, Сан-Франциско, Калифорния, США) по материалам из Мадагаскара.